# Durfort (hrad)
Hrad Durfort je jedním z katarských hradů nalézajících se ve francouzském departementu Aude, na katastru obce Vignevieille ve francouzském metropolitním regionu Okcitánie 27 km východně od města Limoux a 3 km severně od hradu Termes.

## Geografická poloha
Hrad Durfort byl postaven na skalnatém výběžku, který se tyčí nad údolím Gorges de Orbieu. Hrad je ze tří stran obklopen meandrem řeky Orbieu.

## Historie
O původní stavbě této pevnosti se nezachovaly žádné písemné záznamy. Kolem roku 1000 se ve Francii opevněná sídla vyvinula z jednoduchých dřevěných věží obklopených palisádami (motte castrale) k odolnějším zděným stavbám (hrady). První středověké pevnosti byly zpočátku jednoduchými strážními stanovišti s ubytováním malých posádek místních pánů, které zajišťovaly kontrolu nad zemědělskými údolími a obchodními cestami, na nichž vybíraly poplatky za průjezd. 
První písemné zmínky o hradu Durfort pocházejí z 11. století. V roce 1093 je zmíněna v transakci mezi synem pána z Durfortu, Bertrandem, a opatstvím Lagrasse. V roce 1124 vzdali Guillaume a Raymond, pánové z Durfortu, hold vikomtu Bernardu Atonovi z Carcassonne a v roce 1163 vzdal pán z Termes hold vikomtu Raymondovi z Trencavel za hrad Durfort.

## Katarský hrad
Katarské hrady jsou novodobým pojmem, který vznikl v souvislosti s moderním turismem. Tento termín libovolně označuje pevnosti postavené ve 13. století francouzským králem po křížové výpravě proti albigenským kacířům. V případě hradu Durfort je vesnická osada typu castral dokonce starší než katarská hereze. Nicméně ruiny, které do dnešní doby dochovaly, jsou novější.
Katarska doktrína vznikla pravděpodobně v Bulharsku na konci 10. století. Katarské komunity se v Evropě rozšířily kolem roku 1000. Katarismus měl několik podob, které měly společný základ, a v 12. století se rozšířil na jihu Francie. Albi bylo jedním z nejtrvalejších center katarismu, proto se v tomto kontextu termín „albigenské“ používá pro označení katarů. V polovině 12. století (1167) existovalo pět katarských církví: Albi, Toulouse, Carcassonne, Agen (Aragnensis) a Epernon ve Francii. Teprve ve 13. století, v roce 1226, bylo založeno biskupství Razès v oblasti Limoux.
V roce 1209 se pán z Durfortu přidal na stranu katarů spojením s Olivierem z Termes (viz hrad Termes). Simon IV. z Montfortu převzal velení křížové výpravy proti albigenským a vedl tažení v této oblasti. V roce 1215 se hrad Durfort stal majetkem Alaina z Roucy, jednoho z jeho poručíků.
Obyvatelstvo regionu však zůstalo v srdci katarské a když se situace v regionu uklidnila, katarské hnutí se znovu zformovalo. V roce 1225 se v nedaleké vesnici Pieusse koná katarský koncil, jehož cílem je reorganizovat katarskou komunitu v Razès. Jeho duchovním vůdcem se stává Benoît de Termes. V roce 1226 začíná „válka v Limoux“, během níž proti sobě stojí kataři a královské jednotky Ludvíka VIII.
Královská moc upevnila své panství nad tímto regionem vybudováním nebo úpravou pěti velkých pevností ( tzv. „pěti synů Carcassonne“ - hrady Quéribus, Puilaurens, Aguilar, Termes a Peyrepertuse, které se všechny nacházejí na vrcholcích skalních výběžků s pověstí „nedobytných“ hradů) a vybudováním celé sítě menších hradů. Hrad Durfort je součástí tohoto obranného systému, jehož cílem bylo chránit nové hranice francouzského království. 
V roce 1241 se Olivier de Termes podrobil Ludvíku IX. a získal tak zpět část svých pozemků a hradů, včetně Durfortu. Zdá se, že jej daroval bývalým pánům z Durfortu. V roce 1243 složil Hugues de Durfort přísahu věrnosti králi a následující rok se zúčastnil po boku křižáků obléhání hradu Montségur.
V roce 1256 se Gaucelin de Durfort spojil s dalšími pány proti autoritě francouzského krále a ztratil tak svá práva na své panství, ale o několik měsíců později je získal zpět, poté co složil hold králi.

## Od 17. století do současnosti
V roce 1659 podepsal francouzský král Ludvík XIV. smlouvu z Pyrenejí, kterou byla ukončena Francouzsko-španělská válka.  Tato smlouva změnila hranice mezi Francií a Španělskem tím, že připojila Roussillon k Francii. Hranice mezi oběma zeměmi se posunula na hřebeny Pyrenejí a různé pevnosti v regionu tak ztratily svůj strategický význam. 
V 18. století byl hrad opuštěn, ale díky své izolovanosti se jeho ruiny zachovaly. V roce 2025 je hrad v soukromém vlastnictví. 
Současné ruiny jsou pozůstatkem opevněného sídla, které zahrnovalo kapli, obytné budovy s obdélníkovými okny a věž. Dodnes jsou zde vidět vysoké silné zdi, sklepy a studny, klenuté místnosti čtvercových budov, rohové věžičky, strážní věže a hlavní věž.
Ruiny hradu jsou od roku 1943 zapsány jako přírodní památka Francie.

## Galerie

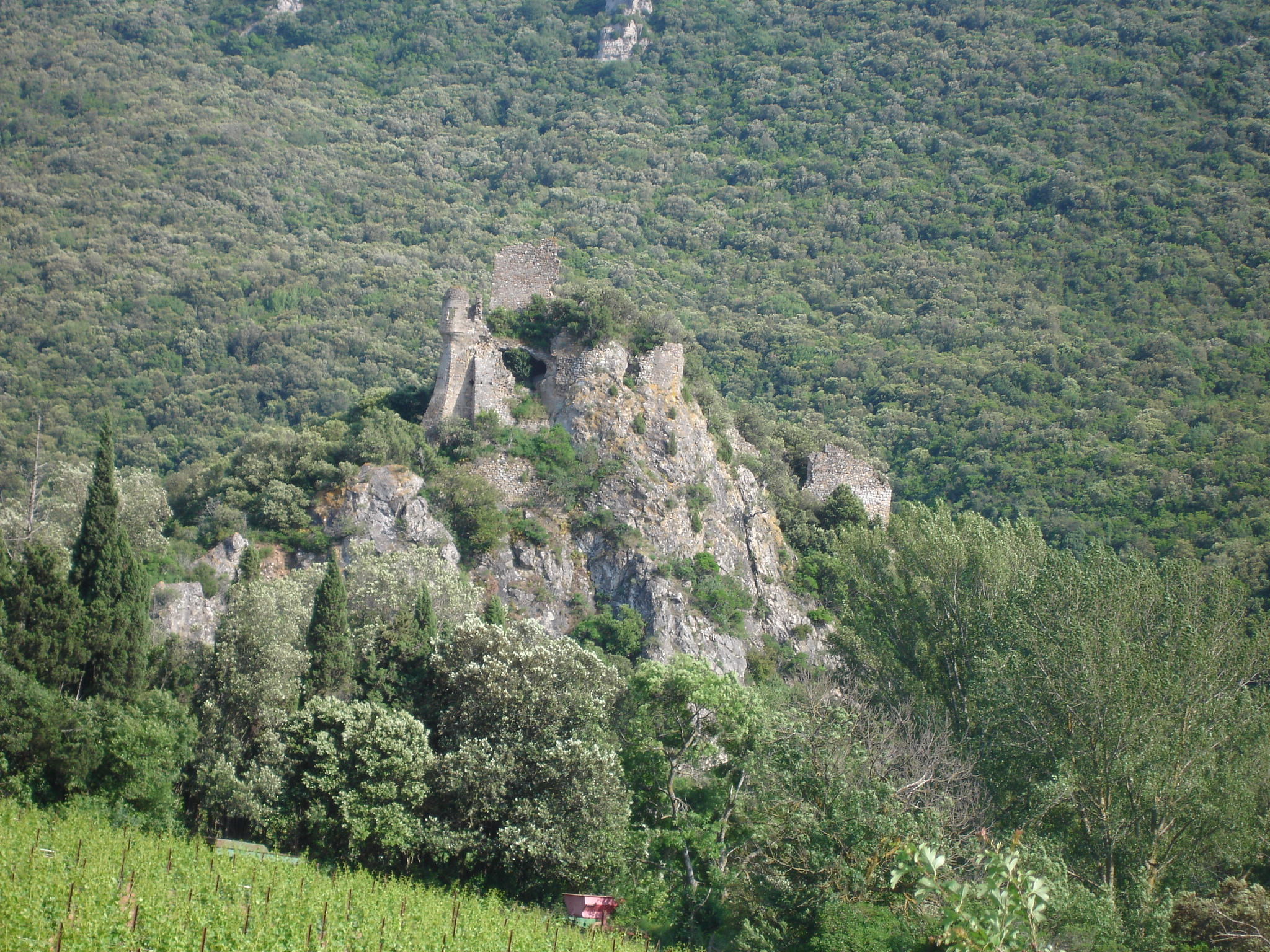
pohledy na ruiny hradu Dufourt
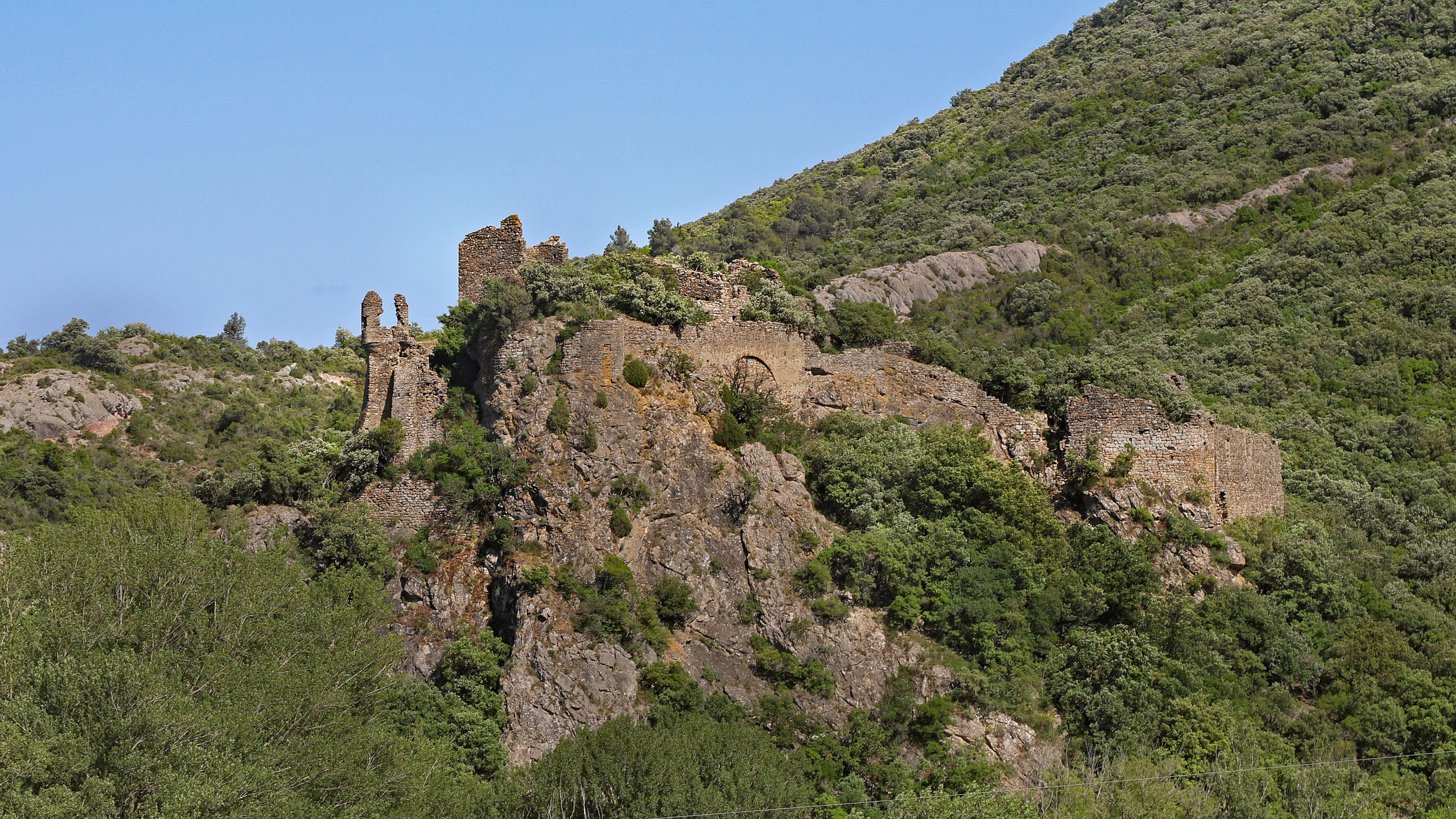
pohledy na ruiny hradu Dufourt
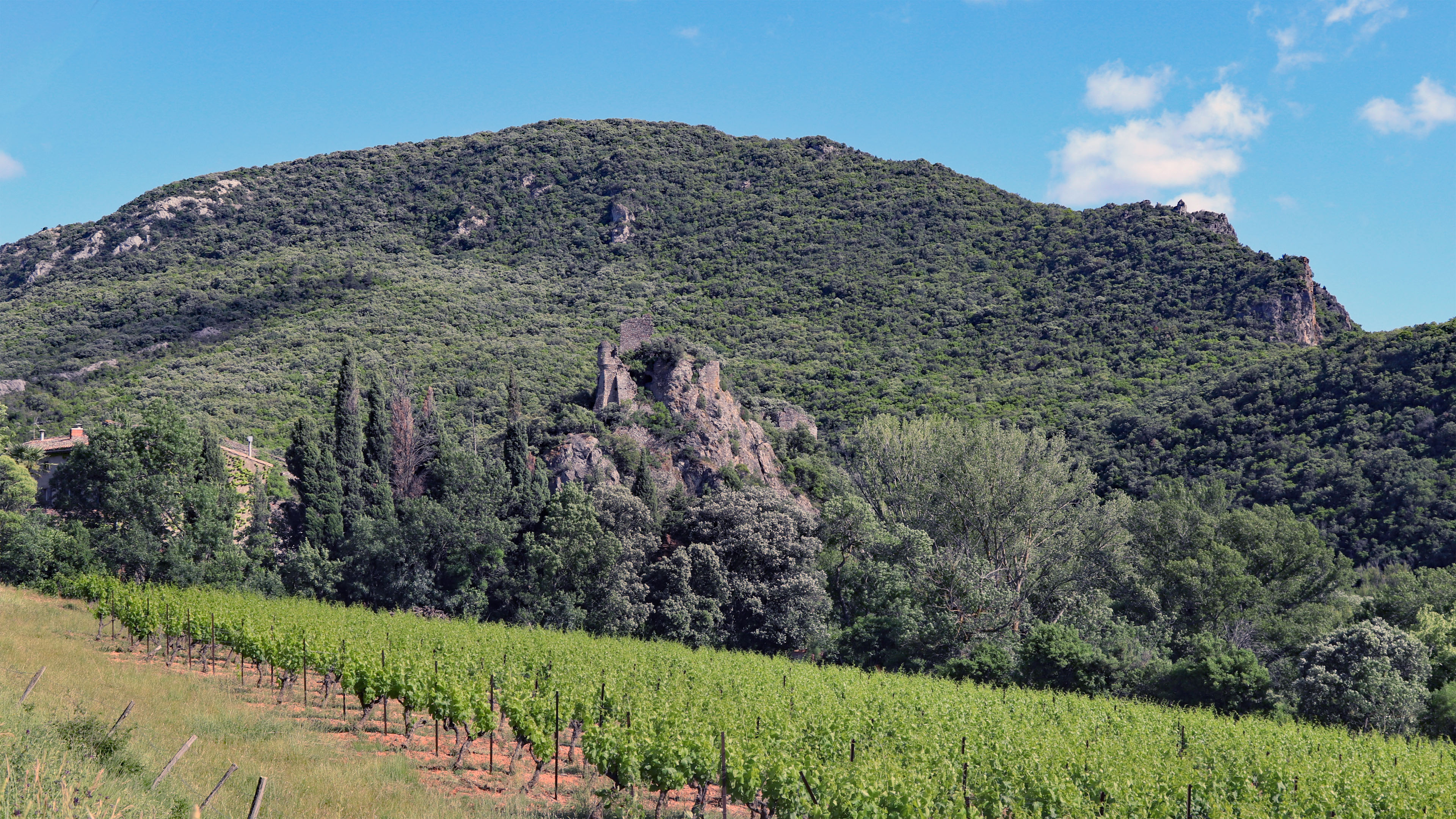
pohledy na ruiny hradu Dufourt
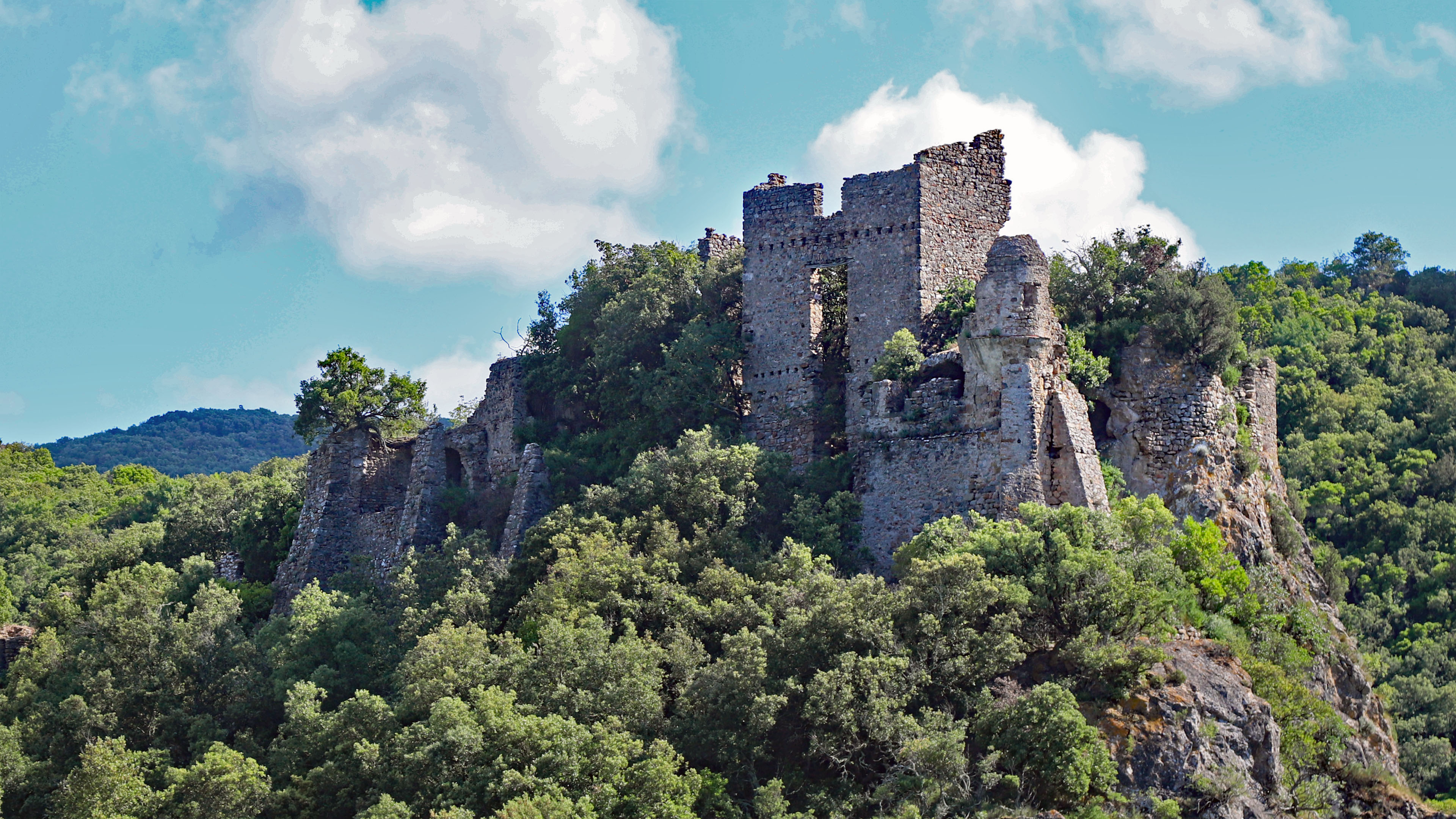
pohledy na ruiny hradu Dufourt
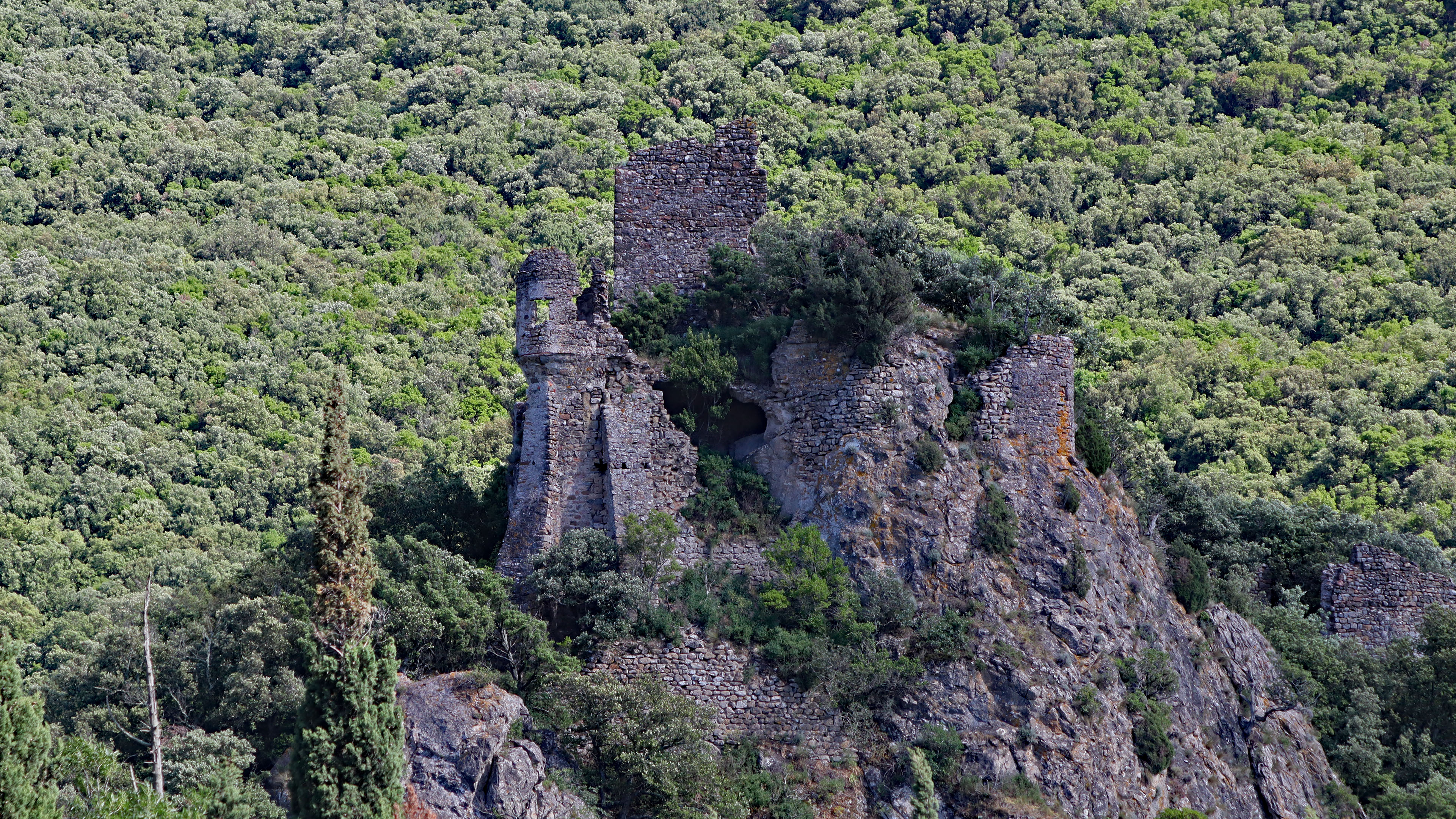
pohledy na ruiny hradu Dufourt